# Zamek w Gjirokastrze

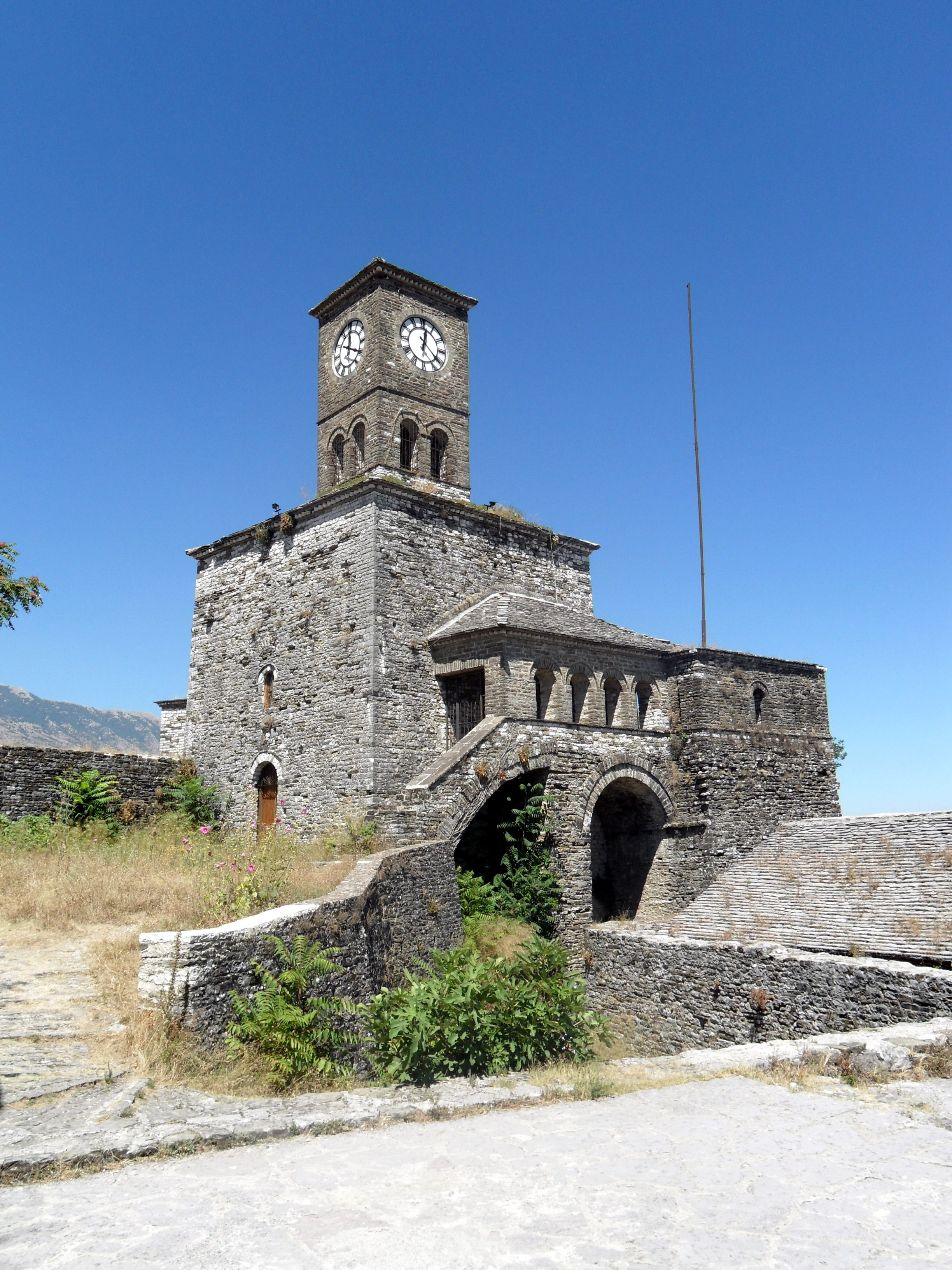
Wieża zegarowa zamku

Zamek w Gjirokastrze (alb. Kalaja e Gjirokastrës) – zamek w Gjirokastrze, w południowo-zachodniej Albanii. Zamek jest ulokowany na wysokim skalistym wzniesieniu, dominującym nad południową, starą częścią miasta, na wysokości 370 m n.p.m. 

## Historia
Pierwsze fortyfikacje w tym miejscu wzniesiono w tym miejscu w XII wieku. Twierdza stanowiła ważny ośrodek władzy w Despotacie Epiru, w czasach Gjina Bua Spaty. W 1417 twierdza została zdobyta przez Turków osmańskich, po krótkim oblężeniu. W 1490 została przebudowana. Obszerny opis zamku pozostawił w swoich relacjach z Bałkanów Ewlija Czelebi, który odwiedził go w 1672.

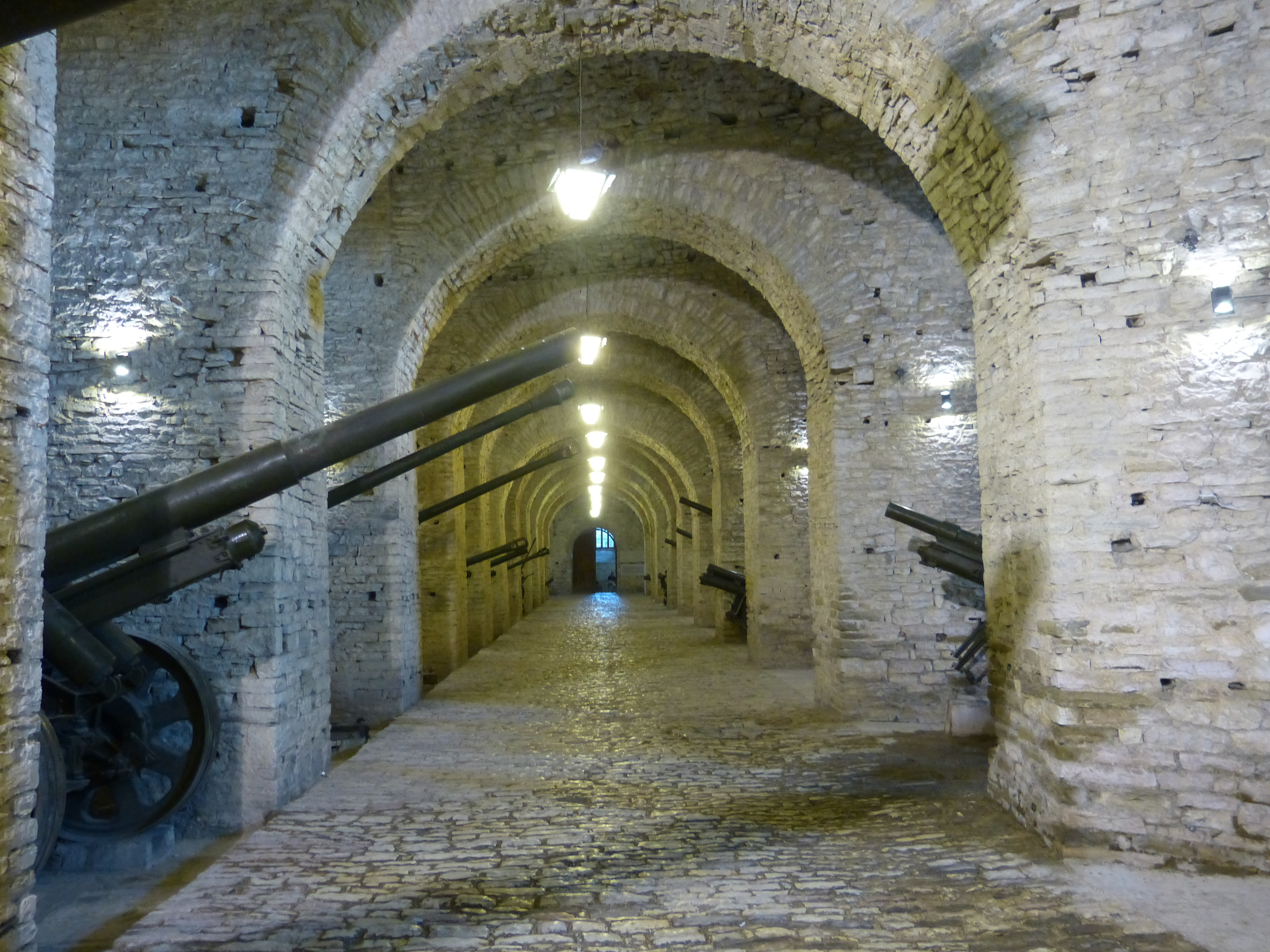
Muzeum w murach zamku

Z czasem zamek popadł w ruinę, ale został odbudowany po 1812 przez Alego Paszę z Tepeleny. Jest jedną z największych zachowanych twierdz na ziemiach albańskich, ma ponad 200 metrów długości i jest otoczony przez siedem wież, do jej murów przylega wieża zegarowa i cerkiew. W okresie rządów Ahmeda Zogu pełnił funkcję więzienia. Po 1944 przetrzymywano w nim więźniów politycznych, był także miejscem straceń.

## Aktualny stan obiektu
Zachowany do dziś zamek ma długość 500 m i szerokości 75 m. Zamek jest otwarty dla zwiedzających. W jego murach znajduje się muzeum militariów z okresu II wojny światowej oraz amerykański samolot zwiadowczy Lockheed T-33, który w 1957 lądował awaryjnie na terytorium Albanii. Na dziedzińcu zamku corocznie odbywa się festiwal folklorystyczny.